# 1824 год в науке
В 1824 году были различные научные и технологические события, некоторые из которых представлены ниже.

## События
- 8 января — Майкл Фарадей избран членом Лондонского королевского общества
- 21 октября — Джозеф Аспдин патентует портландцемент
- 5 ноября — основание первого англоязычного технологического института — Политехнический институт Ренсселира
- Сооружена первая в России линия оптического телеграфа, соединившая Петербург со Шлиссельбургом.
- Название «Австралия», рекомендованное в 1804 году М.Флиндерсом, официально закреплено за континентом.
- Франц фон Груйтуйзен в своей опубликованной работе «Entdeckung vieler deutlicher Spuren der Mondbewohner» сообщил, что наблюдал на Луне город, названный им Валлверк. Сейчас это образование известно под названием Город Груйтуйзена.

## Открытия
- Ошибочный Закон Барлоу.
- Туманность Улитка
- Открыт баритокальцит

## Премии и награды
- Медаль Копли — Джон Бринкли.

## Родились
- 7 февраля — Уильям Хаггинс, выдающийся английский астроном-любитель.
- 22 февраля — Пьер Жюль Сезар Жансен, французский астроном (ум. 1907).
- 29 сентября — Людвиг Бюхнер, немецкий врач, естествоиспытатель и философ (ум. 1899).

## Скончались
- 16 февраля — Иоганн Вольф, немецкий зоолог, орнитолог и преподаватель. Член Германской академии естествоиспытателей «Леопольдина».
- Пьер-Жозеф Аморё — французский врач и естествоиспытатель.
- Дэвид Бушнелл — американский изобретатель периода Войны за независимость США, построивший первую в мире подводную лодку, когда-либо использованную в военных целях, с названием «Черепаха».